# Pachyschelus maculatus
Pachyschelus maculatus es una especie de escarabajo joya del género Pachyschelus, familia Buprestidae. Fue descrita científicamente por Laporte & Gory en 1840.